# مرگ همچون یک تکه نان
مرگ همچون یک تکه نان (لهستانی: Śmierć jak kromka chleba) یک فیلم داستانی درام تاریخی لهستانی است که در سال ۱۹۹۴ منتشر شد.

## گزیدهٔ بازیگران
- الژبیتا کارکوشکا
- یانوش گایوس
- یژی ترلا
- ویسواف وویچیک
- یژی راجیویوویچ
- ماریوش بنوآ
- یان پشِـک
- تِـرِسا بوجیش-کژیژانوفسکا
- آنا دیمنا
- ماوگوژاتا هایفسکا-کشیشتوفیک
- آدام بائومن
- رومن گانتسارچیک
- شیمون کوشمیدر
- آرتور جورمان
- یان مونچکا
- پیوتر چیرووس